# 国際標準化機構が定める国際標準一覧 (ISO 8000 から ISO 8999 まで)
ISO 7000 から ISO 7999 まで - 国際標準化機構が定める国際標準一覧 - ISO 9000 から ISO 9999 まで
- ISO 8000 データ品質
- ISO 8001 映画 - 強制現像を要する露出不足映画フィルム - 指定方法
- ISO 8002 機械振動 - 陸上車両 - 測定データ報告方法
- ISO 8003 アルミニウム生産用炭質 - 電極用ピッチ - 動的粘度の測定
- ISO 8004 アルミニウム生産用炭質 - か焼コークス及びか焼炭素製品 - キシレンの密度の求め方 - ピクノメトリック法
- ISO 8005 アルミニウムの生産に用いる炭質材料 - グリーンコークス及びか焼コークス - 灰分の定量
- ISO 8006 アルミニウム生産用炭質 - 電極用ピッチ - 灰分の定量
- ISO 8007 アルミニウム生産用炭質 - サンプリングプラン及び個々の単位からのサンプリング
- ISO 8008 主としてアルミニウム生産に使用する酸化アルミニウム - 窒素吸収による比表面積の求め方
- ISO 8009 機械的避妊具 - 再利用可能な天然及びシリコンゴム避妊隔膜 - 要求事項及び試験
- ISO 8026 農業用灌漑機器 - 散水装置 - 一般要求事項及び試験方法[1]
- ISO 8031 ゴム、プラスチックホース及びホースアセンブリ - 電気抵抗及び導電率の求め方
- ISO 8044 金属及び合金の腐食 - 基本用語及び定義
- ISO 8061 アルペンスキー - ビンディング - リリーストルク値の選択
- ISO/IEC 8072 情報技術 - 開放型システム間相互接続 - トランスポートサービス定義
- ISO/IEC 8073 クラス適合要求事項の緩和及び優先データサービス機能通信
- ISO 8086 乳製品工場 - 衛生条件 - 検査及びサンプリング手順の一般指針
- ISO 8090 自転車 - 用語
- ISO 8098 自転車 - 子供用自転車の安全要求事項
- ISO 8106 ガラス容器 - 重量計法による容量の測定 - 試験方法
- ISO 8107 原子力発電プラント- 保守性 - 用語
- ISO 8109 銀行業及び関連金融サービス - セキュリティ - ユーロボンドの形式
- ISO 8112 工業用カプロラクタム - 50%カプロラクタム溶液の色の定量、Hazen単位(プラチナ-コバルトスケール)で表現 - 分光分析法
- ISO 8113 ガラス容器 - 耐垂直荷重性 - 試験方法
- ISO 8114 繊維機械及び附属品 - リング精紡機及び合糸機の錘 - 同等用語のリスト
- ISO 8115 綿梱包 - 寸法及び密度
- ISO 8116 繊維機械及び附属品 - 巻き付け用ビーム
- ISO 8117 繊維機械 - 編機 - 円形機械の呼び径
- ISO 8118 織機 - 織機テンプル
- ISO 8119 繊維機械及び附属品 - 編機針 - 用語
- ISO 8127 マイクログラフィックス - A6サイズマイクロフィルムジャケット
- ISO 8130 粉体塗料
- ISO 8140 空圧流体動力 ― シリンダ、1000 kPa (10バール)シリーズ - ロッド端クレビスの取付寸法
- ISO 8157 肥料及び土壌改良材 - 用語
- ISO 8159 繊維 - 繊維及び糸の形態
- ISO 8167 抵抗溶接用突起部
- ISO 8169 作物保護機器 - 噴霧機 - ノズル及び圧力計の接続寸法
- ISO 8178 往復動内燃機関 - 排気排出物測定
- ISO 8179 延性鋳鉄管 - 外面亜鉛被覆
- ISO 8180 延性鋳鉄管 - 現場用ポリエチレンスリーブ
- ISO 8186 環境大気 - 一酸化炭素の定量方法 - ガスクロマトグラフ法
- ISO 8191 家具 - 布張り家具の可燃性評価
- ISO 8194 放射線防護 - 放射性汚染防護服 - デザイン、選択、試験及び使用法
- ISO/IEC 8208 情報技術 - データ通信 - データ端末装置用のX.25パケット層プロトコル
- ISO 8210 収穫機器 - コンバインハーベスタ - 試験手順
- ISO/IEC 8211 情報技術 - 情報交換のためのデータ記述ファイルに対する仕様[2]
- ISO 8217 石油製品 - 燃料(F級) - 舶用燃料の仕様
- ISO 8216 石油製品 - 燃料(F級) - 分類
- ISO 8218 路上走行車 - 前照灯すれ違いビームのレベル装置
- ISO 8220 アルミニウム生産に主として使用する酸化アルミニウム - 微細粒子径分布の求め方(60 mμ/m) - 電着篩を使う方法
- ISO 8224 移動式灌漑機械
- ISO 8226 紙及び板紙 - 湿潤膨潤度試験方法
- ISO 8243 シガレット - サンプリング
- ISO 8245 水質 - 全有機炭素(TOC)と溶存有機体炭素(DOC)の定量に関する指針
- ISO 8251 アルミニウム及びアルミニウム合金の陽極酸化 - 陽極酸化皮膜の耐磨耗性の測定
- ISO 8253 音響 - 聴力試験方法
- ISO 8254 紙及び板紙 - 光沢度の測定
- ISO 8256 プラスチック - 張力-衝撃強さの求め方
- ISO 8257 プラスチック - ポリ(メチルメタクリレート)(PMMA)成型及び押出材
- ISO 8263 鉄鉱石精製品 - 焼結試験結果の体裁方法
- ISO 8264 無質炭 - 膨張計を使った膨張特性の求め方
- ISO 8270 ドアセット - 軟質重量体衝撃試験
- ISO 8302 断熱 - 定常状態熱抵抗及び関連特性の求め方 - ガード付きホットプレート装置
- ISO 8304 造船 - 船上バージ、シリーズ3 - 換気システム - 主合わせ寸法
- ISO 8308 ゴム、プラスチックホース及びゴム管 - ホース及びゴム管の内壁を通過する液体透過量の求め方
- ISO 8310 冷蔵軽炭化水素液 - 液化ガス貯蔵タンクの液体レベルの測定 - 抵抗温度計及び熱電対
- ISO 8311 冷蔵軽炭化水素液 - 船のメンブレンタンク及び独立角柱状タンクの校正 - 物理的測定
- ISO 8312 ゴム用配合剤 - ステアリン酸 - 定義及び試験方法
- ISO 8314 造船及び海洋構造物 - スパン支承及びリードブロック軸受用トラニオンピース
- ISO 8316 暗きょにおける液体流測定 - 容積タンクで液体を集める測定方法
- ISO 8317 チャイルドプルーフ包装 - 再密閉可能包装の要求事項及び試験手順
- ISO 8318 包装 - 包装貨物 - 可変振動数を使う正弦波振動試験方法
- ISO 8319 整形外科器具 - 駆動接続部
- ISO 8325 歯科 - 回転計器の試験方法
- ISO/IEC 8326 情報技術 - 開放型システム間相互接続 - セッションサービス定義
- ISO/IEC 8327 情報技術 - 開放型システム間相互接続 - コネクション型セッションプロトコル
- ISO 8331 ゴム及びプラスチックホース及びホースアセンブリ - 選定、保管、使用及び保守の指針
- ISO 8336 ファイバーセメントフラットシート - 製品仕様及び試験方法
- ISO/IEC 8348 情報技術 - 開放型システム間相互接続 - ネットワークサービス定義
- ISO 8351 包装 - 袋用仕様書の方式
- ISO 8357 路上走行車 - 車両識別番号(VIN)方式の世界製造者識別子(WMI)コード及び世界部品製造者識別子(WPMI)コードの割当の実施に関する説明
- ISO 8359 医用酸素コンセントレータ - 安全要求事項
- ISO 8362 射出容器及び附属品[1]
- ISO/TR 8363 開水路における液体の流れの測定 - 方法の選択の一般指針
- ISO 8364 アルペンスキー及びビンディング - ビンディング装着部 - 要求事項及び試験方法
- ISO 8367 包装 - 一般用袋に対する寸法許容差
- ISO 8373 産業マニピュレーティングロボット - 用語
- ISO 8375 木材構造物 - 集成木材 - 物理的及び機械的特性を求めるための試験方法
- ISO 8388 メリヤス - タイプ - 用語集
- ISO 8398 固形肥料 - 静的安息角の測定
- ISO 8399 宇宙航行体 - 補助駆動装置及び取付フランジ(メートル系)
- ISO 8401 金属被覆 - 延性の測定方法の検証
- ISO 8402 品質管理及び品質保証 - 用語
- ISO 8405 成形工具 - 円筒ヘッド付エジェクタスリーブ - 一般用基本系
- ISO 8406 鋳造工具 - 金型ベース - 丸い基準構成要素及びスペーサ
- ISO 8407 金属及び合金の腐食 - 腐食試験体からの腐食生成物の除去
- ISO 8421 防火 - 用語集
- ISO 8424 原料光学ガラス - 25℃における酸性溶液による腐食に対する抵抗 - 試験方法及び分類
- ISO 8431 造船 - 固定式クレーン - 一般貨物取扱いのための船舶取付タイプ
- ISO 8437 除雪機 - 安全性要求事項及び試験手順
- ISO 8440 取引文書におけるコードの位置
- ISO/IEC 8441 情報技術 - 高密度デジタル記録(HDDR)
- ISO 8442 食品と接触する材料及び物品 - 刃物及びホロー食器
- ISO 8443 転がり軸受 - 外輪フランジ付ラジアル玉軸受 - フランジ寸法
- ISO 8454 シガレット - タバコの煙の蒸気相中の一酸化炭素の定量 - NDIR法
- ISO 8455 未焙煎コーヒー豆 - 保存及び輸送の指針
- ISO 8460 インスタントコーヒー - 自由流れ及び圧縮かさ密度の測定
- ISO/IEC 8473 情報技術 - コネクションレス型ネットワークサービスを提供するためのプロトコル：プロトコル仕様
- ISO/IEC 8480 情報技術 - システム間の電気通信及び情報交換 - ITU-T推奨規則V.24交換回路を使用するDTE/DCEインタフェースバックアップ制御操作
- ISO/IEC 8481 情報技術 - システム間の電気通信及び情報交換 - DTE間直接接続
- ISO/IEC 8482 情報技術 - システム間の電気通信及び情報交換 - より対線多点相互接続
- ISO/IEC 8484 情報技術 - 貯金通帳上の磁気ストライプ
- ISO 8485 プログラム言語 - APL
- ISO 8488 自転車 - 自転車フォーク上にヘッド附属品を組み立てるために使用されるねじ
- ISO 8489 紡織機及び附属品 - 交差巻のためのコーン
- ISO 8491 金属材料 - 管(原形のまま) - 曲げ試験
- ISO 8492 金属材料 - 管 - へん平試験
- ISO 8493 金属材料 - 管 - 押広げ試験
- ISO 8494 金属材料 - 管 - フランジ出し試験
- ISO 8495 金属材料 - 管 - リング広げ試験
- ISO 8496 金属材料 - 管 - リング引張試験
- ISO 8501 塗料及び関連製品を塗装する前の鋼被塗物の調整 - 表面清浄度の視感評価
- ISO 8502 塗料及び関連製品を塗布する前の鋼素地の調整 - 表面清浄度の評価試験
- ISO 8503 塗料及び関連製品を塗装する前の鋼面の調整 - ブラストした鋼板の粗さ特性
- ISO 8504 塗料及び関連製品を塗装する前の鋼被塗物の調整 - 表面調整法
- ISO 8507 凝集コルクディスク - 試験方法
- ISO 8510 接着剤 - 軟質対硬質接着組立のはく離試験方法
- ISO 8511 ゴム用配合剤 - カーボンブラック - 粒子分散度の求め方
- ISO 8512 定盤
- ISO 8514 マイクログラフィックス - 英数字コンピュータ出力マイクロフォーム - 品質マネジメント
- ISO 8516 織物用ガラス - フィラメント加工糸 - 仕様の基礎
- ISO 8521 プラスチック配管システム - ガラス強化熱硬化プラスチック(GRP)管 - 見掛けの初期周方向強さの測定のための試験方法
- ISO 8525 工作機械から放出される空気音 - 金切り盤の運転条件
- ISO 8528 往復内燃機関駆動交流発電セット
- ISO 8529 参照中性子線
- ISO 8531 マンガン及びクロム鉱石 - 水分測定の精度を点検するための実験的方法
- ISO 8533 ガラス強化熱硬化性プラスチック(GRP)管及び管継手 - 接着又は重ね継手の設計検証のための試験方法
- ISO 8534 動植物性油脂 - 水分の定量 - カールフィッシャー法（ピリジン・フリー）
- ISO 8536 医用静脈内注入機器
- ISO 8543 繊維製床敷物 - 質量の定量の方法
- ISO 8548 補綴及び矯正 - 四肢欠如
- ISO 8549 補綴及び矯正 - 用語
- ISO/TR 8550 ロット内の個別品目の検査のための受入サンプリングシステムの選択及び利用の手引
- ISO 8551 補綴及び矯正 - 機能欠如 - 矯正で治療を受ける人、歯科の治療対象及び矯正の機能要求事項
- ISO 8552 牛乳 - 好冷微生物の評価 - 21℃でのコロニー計数技法(急速法)
- ISO 8553 牛乳 - 微生物の計数 - 30℃でのプレートループ技法
- ISO 8556 アルミニウム鉱石 - りんの定量 - モリブデン青分光光測法
- ISO 8557 アルミニウム鉱石 - 分析試料における水分の測定 - 重量法
- ISO 8558 アルミニウム鉱石 - 予備乾燥試料の調製
- ISO 8559 衣料構造及び人体測定調査 - 身体の寸法
- ISO 8562 自転車 - ステム刃物角
- ISO 8566 クレーン - 運転室
- ISO/IEC 8571 情報処理システム - 開放型システム間相互接続 - ファイル転送、アクセス及び管理
- ISO 8573 圧縮空気
- ISO 8574 宇宙航行体 - 油圧系チュービング - 曲管の認定試験
- ISO 8578 光学及び光学計器 - 顕微鏡 - 対物レンズ及び接眼レンズの表示
- ISO 8579 歯車の受入れ基準
- ISO 8580 ゴム、プラスチックホース - 静的条件下での耐紫外線性の求め方
- ISO 8581 写真 - エレクトロニックフラッシュ装置 - シンクロコード結合部分
- ISO 8583 金融取引カード始発メッセージ - 交換メッセージ仕様 - メッセージ、データ要素及びコード値
- ISO 8586 官能試験 - 官能試験員の選抜、訓練及び監視の一般指針
- ISO 8587 官能試験 - 方法論 - 等級
- ISO 8588 官能試験 - 方法論 - A - 非A試験
- ISO 8589 官能試験 - 試験室の設計の一般指針
- ISO 8591 宇宙航行体 - 圧延アルミニウム及びその合金 - 検査、試験及び供給要求事項
- ISO 8600 光学及びフォトニクス - 医用内視鏡及び内視鏡治療装置
- ISO 8601 データ要素及び交換書式 - 情報交換 - 日付及び時間の表現
- ISO/IEC 8602 情報技術 - OSIコネクションレス型トランスポートサービスを提供するためのプロトコル
- ISO 8604 プラスチック - プリプレグ - 用語の定義及び呼称の記号
- ISO 8605 紡織繊維強化プラスチック - SMC - 仕様の基礎
- ISO 8606 プラスチック - プリプレグ - BMC及びDMC - 仕様の基礎
- ISO 8607 動物の人工授精 - 繁殖用雄牛の冷凍精液 - 生きた好気性微生物の一覧表
- ISO 8608 機械振動 - 路面の輪郭 - 測定データの報告
- ISO/TR 8610 軽量形金属容器 - 牛乳及び乳製品のためのろう付け形付丸形通気穴缶 - 容量及び関連直径
- ISO 8611 荷役用パレット - 平パレット
- ISO/IEC 8613 情報技術 - 開放型文書体系(ODA)及び交換書式
- ISO 8622 映画 - 磁気ストライプ付き70 ㎜映画リリースプリント上の音響記録 - A-チェーン再生特性
- ISO 8624 眼光学 - 眼鏡フレーム - 計測システム及び専門用語
- ISO 8626 発振のためのサーボ油圧試験装置 - 特性を記述する方法
- ISO/IEC 8631 情報技術 - コンピュータグラフィックス - 表示のためのプログラム構造及び規則
- ISO/IEC 8632 情報技術 - コンピュータグラフィックス - 画像記述情報の保管及び転送のためのメタファイル
- ISO 8636 プラノミラーの検査 - 精度検査
- ISO 8637 心臓血管インプラント及び体外システム - 血液透析器、血液透析フィルタ、血液フィルタ及び血液濃縮器
- ISO 8638 心臓血管インプラント及び体外システム - 血液透析器、血液フィルタ及び血液濃縮器用の体外血液回路
- ISO 8640 紡織機及び附属品 - 平たて編機
- ISO 8641 宇宙航行体 - 最高使用温度が425℃以上の戻り止めナット - 調達仕様書
- ISO 8642 宇宙航行体 - 最高使用温度が425℃以上の戻り止めナット - 試験方法
- ISO 8643 土工機械 - 油圧ショベル及びバックホウローダのブーム降下制御装置 - 要求性能及び試験
- ISO 8644 オートバイ - 軽合金ホイール - 試験方法
- ISO 8645 モペット - 軽合金ホイール - 試験方法
- ISO/TR 8647 航空貨物固定機器に使用する織物の環境劣化
- ISO 8648 情報処理システム - 開放型システム間相互接続 - ネットワーク層の内部組織
- ISO/IEC 8649 コネクションレス型のための認証機構の支援
- ISO/IEC 8650 情報技術 - 開放型システム間相互交換 - アソシエーション制御サービス要素のためのコネクション型プロトコル
- ISO 8651 情報処理システム - コンピュータグラフィックス - グラフィクス中核系(GKS)言語結合
- ISO/IEC 8652 情報技術 - プログラム言語 - Ada
- ISO 8653 宝石類 - リングサイズ - 定義、測定及び呼称
- ISO 8654 金合金の色 - 定義、色の範囲及び呼称
- ISO 8655 ピストン式容量測定機器
- ISO 8656 耐火物製品 - 原料ならびに不定形製品のサンプリング
- ISO 8658 アルミニウム生産に使用する炭質材料 - グリーン及びか焼コークス - フレーム原子吸光分析法による微量元素の定量
- ISO 8659 熱可塑性プラスチック弁 - 疲れ強さ - 試験方法
- ISO 8662 ハンドヘルド可搬式電動工具 - 柄における振動の測定
- ISO 8683 レタス - 予冷及び冷蔵輸送の指針
- ISO 8686 クレーン - 荷重及び荷重組合せの設計の原則
- ISO 8688 フライス加工における工具の寿命試験
- ISO 8691 石油製品 - 液体燃料における低レベルのバナジウム - 灰化後のフレームレス原子吸光分析法による測定
- ISO 8692 水質 - 単細胞緑藻類による淡水藻類の成長抑制試験
- ISO 8693 成形工具 - 平エジェクタピン
- ISO 8694 成形工具 - 肩付きエジェクタピン
- ISO 8705 モペット - 重心の位置の測定方法
- ISO 8709 モペット - ブレーキ及びブレーキシステム - 試験及び測定方法
- ISO 8710 オートバイ - ブレーキ及びブレーキシステム - 試験及び測定方法
- ISO 8747 皿頭付き溝付きピン
- ISO 8759 農業用ホイルトラクタ - 前面取付機器
- ISO 8761 作業環境大気 - 二酸化炭素質量濃度の定量方法 - 直接表示のある短期間サンプリング用検知管法
- ISO 8764 ねじ及びナット用の組立工具 - 十字穴付きねじ用のスクリュードライバ
- ISO 8768 包装 - 包装貨物試験方法 - 転倒試験方法
- ISO 8769 参照線源 - 表面汚染モニタの校正 - α，β及び光子放出体
- ISO 8773 非圧力地下排水及び下水のプラスチック配管システム - ポリプロピレン(PP)
- ISO 8775 宇宙航行体 - 流体系統に使用するための気体酸素補充接続(新型) - 寸法(インチ系)
- ISO 8781 顔料及び体質顔料 - 分散特性の評価方法
- ISO 8784 パルプ、紙及び板紙 - 微生物的特性の試験方法
- ISO 8785 製品の幾何特性仕様(GPS) - 表面欠陥 - 用語、定義及びパラメタ
- ISO 8789 自動車用LPガス用ゴムホース及びホースアセンブリ - 仕様
- ISO 8790 計算機システム構成の図記号と用法[3]
- ISO 8796 かんがい用YのポリエチレンPE 32及びPE 40管 - 挿入形管継手によって誘発される環境的応力き裂に対する感受性 - 試験方法及び要求事項
- ISO 8799 界面活性剤 - 硫酸エトキシル化アルコール及びアルキルフェノール - 無硫酸化物質の定量
- ISO/IEC 8802 情報技術 - システム間の電気通信及び情報交換 - ローカル及びメトロポリタンエリアネットワーク - 特定要求事項
- ISO 8805 情報処理システム - 三次元機能記述用コンピュータグラフィックス - グラフィクス中核系(GKS-3D)
- ISO/IEC 8806 情報技術 - コンピュータグラフィックス - グラリックス中核系三次元(GKS-3D)言語結合
- ISO 8807 情報処理システム - 開放型システム間相互接続 - LOTOS - 観測行動の一時的発注に従う形式技術技法
- ISO 8811 土工機械 - ローラ及び突き固メ機 - 専門用語集及び仕様項目
- ISO 8821 機械振動 - 平衡度 - 軸及び装備キー規則
- ISO/IEC 8822 情報技術 - 開放型システム間相互接続 - プレゼンテーションサービス定義
- ISO/IEC 8823 情報技術 - 開放型システム間相互接続 - コネクション型プレゼンテーションプロトコル
- ISO/IEC 8824 情報技術 - 抽象構文記法1(ASN.1)
- ISO/IEC 8825 情報技術 - ASN.1符号化規則
- ISO 8826 図面 - 転がり軸受
- ISO 8833 選炭に使用する磁鉄鉱 - 試験方法
- ISO 8835 吸入麻酔装置
- ISO 8847 小型船舶 - 操舵装置 - ケーブル及びプーリ装置
- ISO 8851 バター - 水分、脱脂固形物及び脂肪の含有量測定(定型的方法)
- ISO 8853 レーサーのセーフティーハーネス - 要求事項及び試験方法
- ISO 8855 路上走行車 - 車両力学及び路面保持能力 - 用語集
- ISO 8858 ハードコール - フロス浮選試験
- ISO/IEC 8859 情報技術 - 8ビット単バイト符号化グラフィックス文字集合
- ISO 8860 情報処理 - 各面の80トラック上で7,958 ftpradの変形周波数変調記録を使用する90 ㎜(3.5インチ)フレキシブルディスクカートリッジ上のデータ交換
- ISO 8861 造船 - ディーゼル機関船の機関室の換気 - 設計要求事項及び計算の基礎
- ISO 8864 船上の操舵室の空気調和及び換気 - 設計条件及び計算の基礎
- ISO/TR 8865 採鉱 - チェーンコンベヤのためのスプロケットアセンブリの寸法を検証する方法の指針
- ISO/IEC 8877 情報技術 - システム間の電気通信及び情報交換 - 基準点S及びTに置かれたISDN基本アクセスインタフェース用のインタフェースコネクタ及び外部端子割当
- ISO/IEC 8878 情報技術 - システム間の電気通信及び情報交換 - OSIコネクション型ネットワークサービスを提供するためのX.25の使用
- ISO 8879 情報処理 - テキスト及びオフィスシステム - 標準一般化マークアップ言語(SGML)
- ISO/IEC 8881 情報処理システム - データ通信 - ローカルエリアネットワークにおけるX.25パケットレベルプロトコルの使用
- ISO/IEC 8882 情報技術 - システム間の電気通信及び情報交換 - X.25 DTE適合性試験
- ISO/IEC 8886 情報技術 - 開放型システム間相互接続 - データリンクサービス定義
- ISO 8895 耐火断熱れんが - 冷間圧縮強さの測定
- ISO 8900 ベルガモット油 [Citrus bergamia (Risso et Poit.)]
- ISO 8904 広葉樹用材 - サイズ - 測定方法
- ISO 8925 土工機械 - 診断用測定口
- ISO 8936 キャンピングカー用ほろ - 要求事項及び試験方法
- ISO 8945 土工機械 - 耕運機回転刃 - 固着寸法
- ISO 8954 合金鉄 - 用語集
- ISO 8957 情報及びドキュメンテーション - 書誌情報交換のためのヘブライ語文字符号化文字集合
- ISO 8968 牛乳 - 窒素の定量
- ISO 8970 木造構造物 - 機械式ファスナで作成したジョイントの試験 - 木材密度の要求事項
- ISO 8975 プラスチック - フェノール樹脂 - pHの測定
- ISO 8976 プライヤ及びニッパ - 複滑り継手プライヤ - 寸法及び試験値
- ISO 8977 プレス工具 - 母型
- ISO 8979 エレクトロニクス用のプライヤ及びニッパ - 名称集
- ISO 8980 眼光学 - アンカットフィニッシュド眼鏡レンズ
- ISO 8981 小麦 - 電気泳動による品種の識別
- ISO 8985 プラスチック - エチレン/酢酸ビニルコポリマー(EVAC)熱可塑性プラスチック - 酢酸ビニルの定量
- ISO 8989 プラスチック - 液体フェノール樹脂 - 水混和性の測定
- ISO 8994 アルミニウム及びアルミニウム合金の陽極酸化処理 - 孔食を評価するためのレイティング法 - グリッド法
- ISO 8996 人間工学 - 代謝熱産生量の算定法